# کنترل زمین (فیلم)
کنترل زمین (به انگلیسی: Ground Control) فیلمی محصول سال ۱۹۹۸ و به کارگردانی ریچارد هووارد است. در این فیلم بازیگرانی همچون کیفر ساترلند، بروس مک‌گیل، کریستی سوانسون، رابرت شان لئونارد، کلی مک‌گیلس، مارگارت چو، چارلز فلیشر، هنری وینکلر، فارا فورک، مایکل گروس، جک پلاتنیک، برایان جرج، جان بنت پری و الینور موندیل ایفای نقش کرده‌اند.